# Dan Crenshaw
Daniel Reed Crenshaw (Aberdeen, Escocia; 14 de marzo de 1984) es un político estadounidense y ex oficial SEAL de la Marina de los Estados Unidos en la Cámara de Representantes de los Estados Unidos para el 2.º distrito congresional de Texas desde 2019. Es miembro del Partido Republicano.
Crenshaw fue comisionado en la Armada de los Estados Unidos y sirvió en el Equipo SEAL 3 en la guerra de Afganistán, alcanzando el rango de Teniente Comandante. Fue herido en combate durante su tercer despliegue y perdió el ojo derecho por un artefacto explosivo improvisado. Se desempeñó como asistente legislativo del congresista Pete Sessions y fue elegido al Congreso en las elecciones de 2018 para suceder al jubilado Ted Poe.

## Biografía
Nacido de padres estadounidenses en Aberdeen, Escocia, Crenshaw creció en Katy, Texas. Su madre murió de cáncer cuando él tenía diez años. Su padre, Jim Crenshaw, es un ingeniero petrolero que trabajó en el extranjero. Crenshaw pasó un tiempo viviendo en Ecuador y Colombia, adquiriendo dominio del español. Se graduó de la escuela secundaria Colegio Nueva Granada en Bogotá en 2002.
Después de la secundaria, Crenshaw regresó a los Estados Unidos y asistió a la Universidad Tufts, donde se graduó en 2006 con un grado en relaciones internacionales. Más tarde, después de su década de servicio militar, Crenshaw fue a la Universidad de Harvard y estudió administración pública en la Escuela de Gobierno John F. Kennedy, recibiendo una maestría en Administración Pública en 2017. También trabajó como asistente legislativo militar para el congresista Pete Sessions.

## Servicio militar
Mientras estaba en Tufts, Crenshaw se unió al Cuerpo de Entrenamiento de Oficiales de Reserva Naval y recibió una comisión de oficial en la Marina de los Estados Unidos después de graduarse. Crenshaw completó el Entrenamiento Básico de Demolición Subacuática/SEAL (BUD/S) en la Base Naval Anfibia de Coronado después de seis meses de formación. También pasó el entrenamiento de calificación SEAL en junio de 2008 y recibió la designación 1130 como Oficial de Guerra Especial Naval, con derecho a usar la Insignia de Guerra Especial. Sirvió en los Navy SEAL durante diez años, incluidos cinco períodos de servicio, alcanzando el rango de teniente comandante. Su primer despliegue fue en Fallujah, Irak, donde se unió al SEAL Team Three. Su base era la Base Naval Anfibia Coronado en la ciudad de Coronado, California.
Como Navy SEAL, Crenshaw recibió dos medallas de estrella de bronce, el Corazón Púrpura y la Medalla de Encomio de la Armada y el Cuerpo de Infantería de Marina con la distinción de "valor en combate". Se retiró médicamente del servicio militar en 2016 con el rango de teniente comandante.
Crenshaw perdió su ojo derecho en 2012 durante su tercer despliegue cuando fue alcanzado por la explosión de un IED en la provincia de Helmand de Afganistán. La explosión le destrozó el ojo derecho y requirió cirugía para salvar la visión de su ojo izquierdo. Permaneció en la Marina durante cuatro años después de la lesión y cumplió su cuarto y quinto período de servicio en Baréin y Corea del Sur.

## Cámara de Representantes de Estados Unidos

### Elección de 2018

#### Elección primaria
En las elecciones de 2018, Crenshaw se postuló para la Cámara de Representantes de los Estados Unidos por el 2.º distrito congresional de Texas para suceder al jubilado Ted Poe. Anunció su candidatura al Congreso en noviembre de 2017. Crenshaw agradeció al analista de seguridad nacional John Noonan por alentarlo a postularse para el Congreso. Durante una entrevista en febrero de 2018, afirmó que la seguridad de las fronteras y la reforma migratoria serían dos de sus tópicos electorales.
Crenshaw y Kevin Roberts ganaron la primera ronda de nueve candidatos en las elecciones primarias del Partido Republicano para enfrentarse en las elecciones de segunda vuelta; Crenshaw recibió 155 votos más que Kathaleen Wall, uns candidata respaldada por el senador Ted Cruz y el gobernador Greg Abbott. El período anterior a las elecciones de segunda vuelta fue polémico. Un súper PAC, financiado por el cuñado de Roberts, Mark Lanier, se centró en las declaraciones de Crenshaw de 2015 que criticaban al entonces candidato presidencial Donald Trump, a pesar de que Roberts también había criticado al presidente Trump en el pasado. Los anuncios televisivos también compararon las propuestas políticas de Crenshaw con las del presidente Barack Obama y el senador Bernie Sanders. Con el respaldo del senador Tom Cotton, Crenshaw recibió atención nacional, apareciendo en prensa y televisión, incluso en el programa de Laura Ingraham en Fox Business.

#### Elecciones generales
Crenshaw ganó la segunda vuelta y avanzó a las elecciones generales de noviembre. El 6 de noviembre, Crenshaw fue elegido derrotando al demócrata Todd Litton por un margen de siete por ciento, 52,8% a 45,6%.
Después de las elecciones, Crenshaw declaró que la comedia y los deportes necesitaban despolitizarce y expresó su deseo de que la retórica política se atenuase.
En el episodio del 3 de noviembre de Saturday Night Live, el comediante Pete Davidson bromeó sobre las apariciones de múltiples candidatos en las elecciones de 2018 y describió a Crenshaw como un "sicario en una película porno" agregando que perdió el ojo en "guerra o lo que sea". La broma recibió críticas generalizadas, y en el siguiente episodio, Davidson y Crenshaw aparecieron al aire juntos. Davidson ofreció una disculpa, que Crenshaw aceptó. Crenshaw y otros han especulado que la broma pudo haberlo ayudado a ganar, y también ayudarlo a recaudar fondos posteriormente.
Crenshaw habló ante la Convención Nacional Republicana de 2020 el 26 de agosto de 2020.

### Elección de 2020
Crenshaw se postuló contra la demócrata Sima Ladjevardian y fue reelegido en 2020. Crenshaw recibió el 55,61% de los votos frente al 42,79% de Ladjevardian. Durante la campaña de 2020, Crenshaw gastó más de $11 millones hasta el 16 de octubre de 2020, lo que la convirtió en una de las campañas al Congreso más caras del país.

## Posiciones políticas

### Aborto
Crenshaw se opone al aborto.En 2019, recibió una calificación del 0% de NARAL Pro-Choice America y una calificación del 100% del Comité Nacional por el Derecho a la Vida. Ha dicho que "la vida comienza en la concepción" y que cree que Roe v. Wade sentó un "mal precedente" y que los derechos al aborto "deberían ser decididos por los estados".Cuando la decisión de la Caso Dobbs contra Jackson Women's Health Organization anuló a Roe, Crenshaw emitió la declaración: "Histórico. La cuestión se remonta a los estados, a la gente".

### Derechos de armas
Crenshaw se opone a las medidas de control de armas, incluida la prohibición de armas de fuego semiautomáticas.En respuesta a los tiroteos en Dayton y El Paso, sugirió explorar las leyes de bandera roja como una posible solución a la violencia armada.Pero después del Masacre de la Escuela Primaria Robb de Uvalde, Crenshaw se retractó parcialmente de la idea, argumentando que tales leyes deberían discutirse a nivel estatal en lugar de a nivel nacional, diciendo: "Lo que esencialmente estás tratando de hacer con una ley de bandera roja es hacer cumplir la ley". antes de que se haya infringido la ley, y eso es algo realmente difícil de hacer" y "si existe tal amenaza que ya están amenazando a alguien con un arma, entonces ya han infringido la ley, entonces, ¿por qué necesitas esta otra ¿ley?"Crenshaw también ha dicho que aumentar la edad legal para comprar un arma de fuego a 21 años es ineficaz, pero apoya ampliar las verificaciones de antecedentes para incluir los antecedentes penales juveniles.

### Pandemia de COVID-19
Durante la pandemia de COVID-19, Crenshaw dijo que los demócratas y los medios exageraron el impacto del COVID-19. Fue un destacado defensor de la respuesta del presidente Donald Trump a la pandemia. No usó máscaras faciales de manera constante en entornos aconsejados por expertos en salud y exigidos por la orden del gobernador de Texas, Greg Abbott.

### Salud
Crenshaw está a favor de la derogación de la Ley del Cuidado de Salud a Bajo Precio (Obamacare), describiéndola como un "desastre absoluto". Durante su campaña de 2018, Crenshaw siguió una política que permitía que Medicare negociara los precios de los medicamentos, convirtiéndose en uno de los pocos republicanos que respaldaban lo que era principalmente una idea progresista. Para 2019, Crenshaw había abandonado esta posición.
El 24 de mayo de 2019, Crenshaw apoyó un proyecto de ley para extender los límites de tiempo para reclamos bajo la Ley del Fondo de Compensación para Víctimas del 11 de septiembre.

### Donald Trump

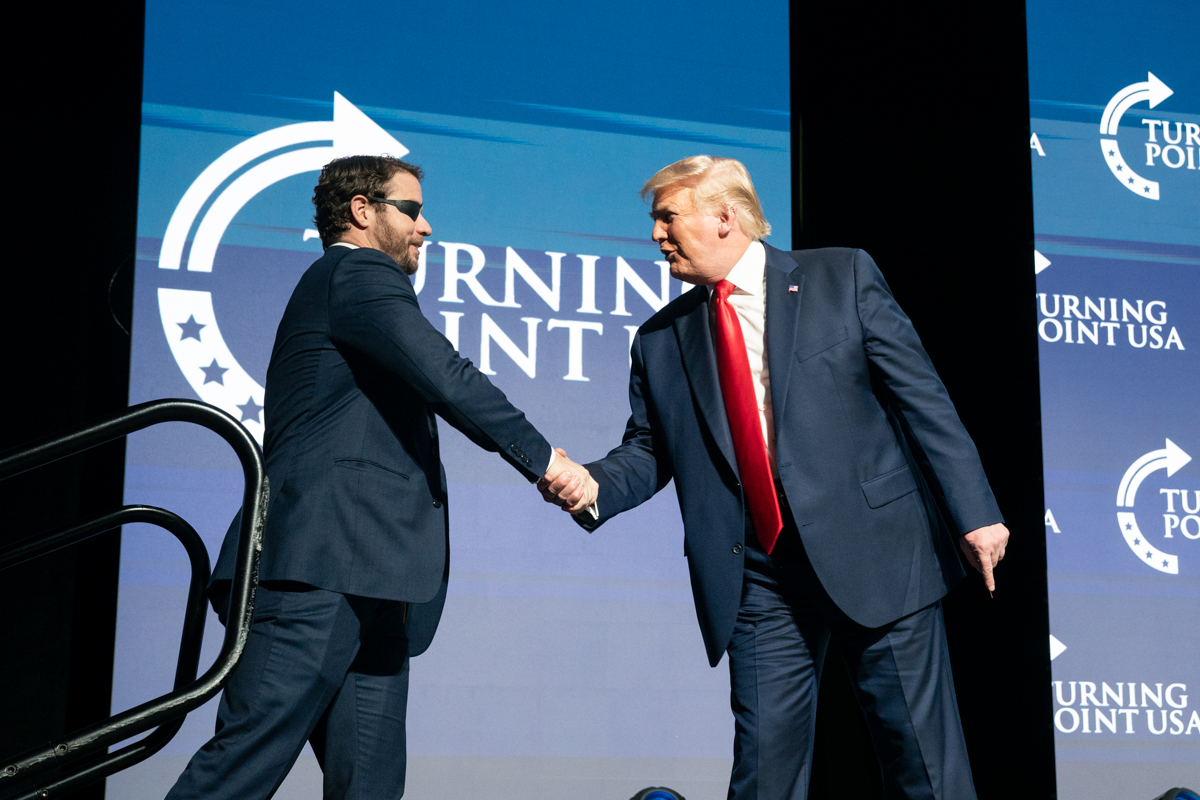
Crenshaw con el presidente Donald Trump en diciembre de 2019.

Crenshaw había expresado críticas a algunas de las declaraciones de Donald Trump en una publicación de Facebook en 2015 antes de la presidencia de Trump, sin embargo, se convirtió en un "defensor acérrimo" del presidente Trump después de las elecciones de 2016. Votó en contra de los dos artículos de acusación presentados por la Cámara de Representantes contra el presidente Trump en diciembre de 2019.
En 2020, Crenshaw defendió la respuesta de la administración Trump a la pandemia de coronavirus. En un video retuiteado por Trump, Crenshaw refutó las críticas de que la administración Trump tardó mucho en responder al coronavirus.
Crenshaw habló en la Convención Nacional Republicana de 2020 y calificó a Estados Unidos como "un país de héroes". Crenshaw fue uno de los pocos oradores de la convención que no mencionó a Trump por su nombre.
Después de que Joe Biden ganó las elecciones presidenciales de Estados Unidos de 2020 y Trump se negó a ceder, Crenshaw fue uno de los 126 miembros republicanos de la Cámara de Representantes que firmaron un escrito amicus curiae en apoyo de Texas v. Pensilvania, una demanda presentada ante la Corte Suprema de los Estados Unidos impugnando la resultados de la elección.La Corte Suprema se negó a escuchar el caso basándose en que Texas carecía de capacidad, según el Artículo III de la Constitución, para impugnar los resultados de una elección celebrada en otro estado.
Crenshaw criticó el asalto al Capitolio de los Estados Unidos de 2021 perpetrado por partidarios de Trump y dijo que Trump debería haber ordenado a los alborotadores que se detuvieran. Durante el asedio, instó a los manifestantes a "detener esta mierda ahora mismo" en Twitter.Crenshaw condenó los disturbios y a algunos de sus compañeros representantes en el Congreso por "decir constantemente que este es nuestro momento de luchar".
En 2022, en su podcast Hold These Truths, Crenshaw criticó a los republicanos que impugnaron los resultados de las elecciones presidenciales de 2020 y dijo sobre sus esfuerzos: "Siempre fue una mentira. Todo siempre fue una mentira. Y fue una mentira destinada a irritar a la gente".

### Reforma electoral
En 2019, Crenshaw expresó su oposición a la ley Ley For the People de 2019. Crenshaw dijo que el proyecto de ley "limitaría drásticamente la libertad de expresión". Crenshaw también declaró que la ley usaría el dinero de los contribuyentes para "legalizar" el tipo de fraude electoral que, según él, ocurrió en las elecciones del noveno distrito del Congreso de Carolina del Norte en 2018. PolitiFact calificó la afirmación de Crenshaw con respecto a la carrera de Carolina del Norte como "falsa", y agregó que "nada en el proyecto de ley que amplíe quién puede recolectar boletas de votantes ausentes, permite que las personas llenen las boletas de votación para otros o relaje los procedimientos para presenciar las boletas de voto ausente", que se relacionan con la controvertida elección en Carolina del Norte.

### Medioambiente
Durante su campaña electoral de 2018, el sitio web de Crenshaw hizo una breve mención al calentamiento global y aplaudió al presidente Trump por retirarse de los Acuerdos Climáticos de París. Crenshaw describió el acuerdo como "costoso y sin sentido" y lo llamó una exhibición de virtud (virtue signaling). También afirmó que "debemos utilizar nuestro dinero para desarrollar una mejor infraestructura". En 2018, Crenshaw pidió un debate sobre las causas del cambio climático y agregó: "No podemos comenzar la conversación diciendo que el clima está resuelto. La forma correcta de tener esta conversación es escuchar realmente lo que dice la ciencia en ambos lados".
En 2019, Crenshaw dijo "el cambio climático está ocurriendo y las emisiones provocadas por el hombre juegan un papel en eso. Lo que no está claro es cómo nuestras acciones servirán para revertir esa tendencia al calentamiento y cuál sería el resultado de costo y beneficio. Independientemente, debemos seguir buscando nuevas soluciones de energía limpia que reduzcan nuestro impacto en el medio ambiente y creen un aire y agua más limpios". En 2020, describió la energía solar y eólica como "soluciones tontas" que "no funcionan" y, en cambio, abogó por la expansión de la energía nuclear y la tecnología de captura de carbono.

### Inmigración
En 2016, Crenshaw criticó duramente la "retórica insana" y el discurso "de odio" del entonces candidato Donald Trump hacia los musulmanes. Durante la campaña electoral de Crenshaw en 2018, defendió la propuesta de Trump de construir un muro fronterizo en la frontera entre México y Estados Unidos. En una aparición en mayo de 2019 en The View, Crenshaw afirmó que entre el 80% y el 90% de los solicitantes de asilo "no tienen una solicitud de asilo válida". PolitiFact calificó su declaración como "falsa", afirmando que si bien es cierto que entre el 20% y el 30% de las solicitudes de asilo por año se han concedido desde 2009, algunas de las solicitudes rechazadas aún pueden tener mérito legal.

### Problemas sociales
Crenshaw cree que el gobierno no debería participar en la regulación del matrimonio y ha expresado su apoyo a la legalización del matrimonio entre personas del mismo sexo. En 2015, se mostró en desacuerdo con las opiniones que dicen que el cristianismo es tan chocante y violento como el Islam, diciendo que “lo peor que representa el cristianismo moderno es el matrimonio antihomosexual, lo cual está muy lejos de los esclavos sexuales, la ley sharia y las decapitaciones."
En 2019, se conoció el caso de un niño de 7 años que a los 3 años comenzó a identificarse como niña, y que fue objeto de una batalla por la custodia entre su padre que se oponía a esto y su madre que estaba a favor. Crenshaw apoyó al padre y, tras la decisión del juez de otorgar la custodia a la madre, lo calificó de "desgarrador" y agregó: "[un] niño de 7 años no puede tomar esta decisión o entenderla. Los padres deberían saberlo mejor. Espero que este padre reciba el apoyo público que necesita".
Crenshaw se opone a la prohibición de las armas de fuego semiautomáticas. En respuesta a los tiroteos en Dayton y El Paso, Crenshaw sugirió explorar las leyes de bandera roja (en inglés, red flag laws), las cuales permiten a la policía o familia pedir una orden para retirarle temporalmente el arma a una person, como una posible solución a la violencia armada.
Se opone a la financiación federal para "subvencionar la universidad en general", pero la apoya en los casos de formación profesional.
Se opone a la cultura de la cancelación y al acto de arrodillarse durante el himno nacional como forma de protesta. También calificó a la senadora Tammy Duckworth de antipatriótica por proponer una discusión para determinar qué estatuas eliminar, incluida la del presidente George Washington.

### Política exterior
Crenshaw está a favor de la cooperación y el apoyo al estado de Israel. En algunas de sus apariciones públicas, ha sido blanco de nacionalistas blancos antisemitas, conocidos como Groypers, por sus puntos de vista proisraelíes.
En 2019, Crenshaw apoyó una resolución que se oponía a la decisión del presidente Trump de retirar las tropas estadounidenses de Siria, diciendo que envalentonaría el asalto del ejército turco a las fuerzas kurdas.
Crenshaw apoyó la decisión del presidente Trump en el asesinato del mayor general iraní Qasem Soleimani.
Crenshaw, junto con el senador Tom Cotton, presentó un proyecto de ley que permitiría entablar demandas civiles contra estados extranjeros en incidentes relacionados con lesiones o muerte. La legislación surgió en respuesta a la pandemia de coronavirus y pide que se le exiga cuentas al gobierno chino por "permitir que este virus se propague".
En 2023, Crewnshaw propone usar a las fuerzas armadas estadounidenses contra los cárteles de la droga en México, señalándolos de responsables de la crisis de opioides de su nación. Distintos funcionarios mexicanos expresaron su rechazo y preocupación ante tal iniciativa puesto que significaría una violación a la soberanía mexicana, en los hechos una invasión.

## Vida personal
Crenshaw se casó con Tara Blake en 2013. Es metodista y presentador de Hold These Truths, un podcast que lanzó en febrero de 2020.

## Premios y reconocimientos
En 2020, la revista Fortune incluyó a Crenshaw en su lista 40 Under 40 en la categoría "Gobierno y política", afirmando que "lleva en la cara su servicio a su país".

## Libros
- Crenshaw, Dan (2020). Fortitude: American Resilience in the Era of Outrage. New York: Twelve. ISBN 978-1-5387-3330-1.